# NGC 6428
NGC 6428 — двойная звезда в созвездии Геркулес.
Этот объект входит в число перечисленных в оригинальной редакции «Нового общего каталога».